# Borup (spel)
Borup är sista spelet eller omgången i ett spelparti, och används allmänt om något som är det sista.
Enligt en tradition härrör uttrycket från en häradshövding Borup i Skåne, död 1815, vilken var känd för att vara siste man på gästabud, "nu går Borup, nu är kalaset slut". Bland annat har det använts som namn på Wilhelm von Brauns sista kalender.